# Hanna Lis
Hanna Lis, née Kedaj (premier nom de mariée Smoktunowicz), née le 13 mai 1970 à Varsovie, est une journaliste TV polonaise. 

## Biographie
Elle a commencé sa carrière en travaillant pour Telewizja Polska (où, entre autres fonctions, elle a dirigé le programme de nouvelles " Teleexpress " ) , mais en 2002, elle est transférée à la station commerciale TV4 (dépendante de Polsat), où elle a dirigé un autre programme d'information "Dziennik". En 2004 elle va à Polsat, où elle était une présentatrice de l'émission de nouvelles Wydarzenia (en). Elle a déposé un rapport de la Pologne à CNN pendant la maladie du Pape Jean-Paul II.
Elle a passé son enfance en Italie et en 1977 a co-représenté la Pologne à la 20e Zecchino d'Oro. L'année suivante, elle est allée au chœur Piccolo Coro dell'Antoniano au Vatican et a chanté la même pièce pour Jean-Paul II.
Elle est mariée à Tomasz Lis, un journaliste populaire.
En 2002, elle a fait une apparition dans le film polonais Rób swoje ryzyko jest twoje.
En 2009 elle termine sa carrière à la télévision après avoir quitté la présentation du bulletin d'information "Wiadomości" sur TVP 1